# یهودیان سرخ

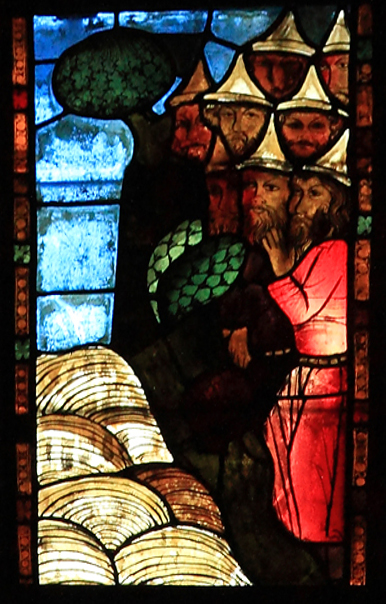
کلیسای سنت مریم فرانکفورتیهودیان سرخ در کنار رودخانه سامبیشن منتظرند.

یهودیان سرخ اشاره به افسانه‌ای دربارهٔ ملت یهودی دارد که به نظر می‌رسد از منابع بومی آلمان در طول قرون وسطی تا حدود ۱۶۰۰ میلادی نشأت گرفته است. در این افسانه یهودیان در اروپا خطری بالقوه برای مسیحیان محسوب می‌شوند.
مطالعه زبان آلمانی سه سرنخ به عنوان منابع اولیه‌ای که موجب به وجود آمدن این افسانه شدند را ارائه می‌کند: کتاب مقدس نبوی اشاره به یأجوج و مأجوج دارد که ده قبیله گمشدهی اسرائیل در آن است. کتاب رومانس اسکندر که در آن اسکندر مردمانی را پشت یک دیوار در قفقاز محصور می‌کند. این داستان با داستان دیگری همپوشانی دارد که قوم یأجوج و مأجوج پشت دیواری محصور می‌شوند. این داستان نیز در قرآن سوره کهف ۱۸:۸۹ آمده است.
بسیاری از جزوات منتشره چنین روایاتی را به ظهور ترک‌ها مرتبط دانسته و ترک‌ها را همان یهودیان سرخ می‌دانند. برای مثال فیلیپ ملانشتن ادعا کرده که ترکان عثمانی و مسلمانان بخشی از یهودیان سرخ شناخته می‌شدند.